# 假精確
假精確（false precision），又稱過度精確（overprecision）、不當精確（misplaced precision），是一種非形式謬誤，係在呈現數值資料時，使用了不符實情的過度精確數值。

## 範例
例一：七千萬又六年的恐龍化石
博物館解說員說，這個恐龍化石有七千萬又六年的歷史，因為六年前他開始在這個博物館工作時，專家告訴他這個化石有七千萬年歷史。
說明：化石的年齡一般是估計值，其誤差範圍可多達數千、數萬年，因此是否加上六年可謂毫無意義，還會誤導人以為其年齡的誤差範圍只有小到數個月或數年。

## 相關概念
- 言詞謬誤

## 外部連結
- （英文） Logical Fallacy: Overprecision（页面存档备份，存于）